# Anthurium parvispathum
Anthurium parvispathum är en kallaväxtart som beskrevs av William Botting Hemsley. Anthurium parvispathum ingår i släktet Anthurium och familjen kallaväxter. Inga underarter finns listade.